# Движение святых последних дней
Движе́ние святы́х после́дних дней (англ. Latter Day Saint movement) — группа реставрационистских религиозных деноминаций и отдельных приверженцев, исповедующих хотя бы отчасти учение Джозефа Смита-младшего, опубликовавшего в 1830 Книгу Мормона.
Движение святых последних дней — одно из многих не связанных друг с другом религиозных течений, объединяемых понятием «реставрационизм», которые стремятся восстановить христианство в той форме, в какой оно, как предполагается, существовало во времена Нового Завета. Церковь, основанная Джозефом Смитом, первоначально имела название Церковь Христа. После смерти Джозефа Смита в 1844 основанная им организация раскололась на несколько групп, крупнейшая из которых — Церковь Иисуса Христа Святых последних дней, — мигрировала в Территорию Юта и приобрела известность в XIX в. тем, что практиковала многожёнство. Церковь отказалась от этой практики в 1890 году. Некоторые другие деноминации, к которым применяют термин «мормонский фундаментализм», продолжали практиковать многожёнство.
Другие группы, имевшие своим происхождением движение святых последних дней, расселились в Миссури, Иллинойсе, Мичигане и Пенсильвании. Основная часть этих групп отказалась от многожёнства и некоторых поздних и наиболее спорных учений Джозефа Смита. Крупнейшая из них — Сообщество Христа (Community of Christ), ранее известная как Реорганизованная церковь Иисуса Христа Святых последних дней, — была образована в Миссури в 1860 году несколькими группами, объединившимися вокруг сына Джозефа Смита, Джозефа Смита III.

## Краткая история
Движущей силой и основателем раннего движения святых последних дней были Джозеф Смит-младший и, в меньшей степени, в течение первых двух лет — Оливер Каудери. В течение жизни Джозеф Смит рассказывал и позднее записал историю о том, что его посетили Бог Отец и Иисус Христос как два разных существа и рассказали, что истинная церковь больше не существует и будет восстановлена через него, он получит власть организовать и возглавить истинную Церковь Христа.
Первая церковь святых последних дней была образована 6 апреля 1830 и состояла из жителей городов западной части штата Нью-Йорк: Файетт, Манчестер и Коулсвилл.  К 1834 году в ранних церковных публикациях стало употребляться название: «Церковь Святых последних дней» (Church of the Latter Day Saints). В 1838 Джозеф Смит объявил, что он получил откровение от Бога об официальном изменении названия церкви на «Церковь Иисуса Христа Святых последних дней» (Church of Jesus Christ of Latter Day Saints).
В конце 1830-х — начале 1840-х гг. Оливер Каудери, Дэвид Уитмер, Уильям Фелпс, Уильям Ло и несколько других руководителей церкви святых последних дней публично обвиняли Джозефа Смита во лжи и других неподобающих поступках, а также протестовали против его новых учений, в результате чего движение как минимум дважды пережило раскол. Многие из ушедших позднее вернулись в церковь и признали Джозефа Смита своим руководителем. Прочие основали новые религиозные общины.
После гибели Смита в результате разбойного нападения в Картидже, штат Иллинойс, некоторые видные члены церкви объявили о претензиях на роль законного наследника Смита, что привело к кризису преемника, во время которого большинство членов церкви поддержали Бригама Янга, прочие последовали за Сиднеем Ригдоном. Произошёл новый раскол, в результате которого образовались не только новые церкви, но и маленькие разрозненные группы, которые вскоре перестали существовать. Новые церкви и группы иногда подразделяются по географическому принципу: «Святые прерий» (те, что остались на Среднем Западе США) и «Святые Скалистых гор» (те, что последовали за Бригамом Янгом в местность, ныне известную как штат Юта).
В настоящее время существует несколько религиозных групп, которые считают себя частью движения святых последних дней. При этом они в большинстве случаев не признают прочие ветви и считают, что только их традиции отражают истинную версию церкви Джозефа Смита. Большинство подобных организаций невелики. Подавляющее большинство святых последних дней — это члены Церкви Иисуса Христа Святых последних дней, которая утверждает, что имеет 14 млн. приверженцев по всему миру. Второй по численности деноминацией является Содружество Христа, которое сообщает о более чем 250 тыс. адептов. На третьем месте — Церковь Иисуса Христа с её менее чем 20 тыс. сторонников.

## Критика
- Храмы мормонов